# 佐賀県教育センター
佐賀県教育センター（さがけんきょういくセンター、英称：Saga Prefectural Education Center）は、佐賀県が設置する教育に関する研究及び教育関係職員の研修を行う機関である。

## 概要・事業
佐賀県教育センターは佐賀県における教育関係職員の研修及び教育に関する専門的、技術的事項の研究調査等を行い、並びに情報処理教育に係る生徒の実習の利用に供し、もって教育の充実及び振興を図るため、1979年前身の佐賀県立教育研究所を廃止して設置される。

## 所在地
- 佐賀県教育センター - 佐賀県佐賀市大和町大字川上

## 沿革
- 1952年（昭和27年）4月 佐賀県教育研究所の開設
- 1955年（昭和30年）4月 佐賀県教育研究所から佐賀県立教育研究所へ改称
- 1964年（昭和39年）8月 佐賀県理科教育センター開設
- 1979年（昭和54年）4月 佐賀県立教育研究所を廃止し、佐賀県教育センター開所。
- 1982年（昭和57年）3月 佐賀県理科教育センターを廃止し、佐賀県教育センターに統合。

## 組織
- 総務課
- 研修課（総合企画、教職研修）
- 教育支援課（研究調査、生徒支援）